# أوستين فارلي
أوستين فارلي (بالإنجليزية: Austin Farley)‏ هو لاعب هوكي الجليد أمريكي، ولد في 10 نوفمبر 1993 في بارك ريدج في الولايات المتحدة.

## وصلات خارجية
- أوستين فارلي على موقع دوري الهوكي الوطني (الإنجليزية)
- أوستين فارلي على موقع EliteProspects.com (الإنجليزية)